# Евбуко золотогорлий
Евбуко золотогорлий (Eubucco richardsoni) — вид дятлоподібних птахів родини бородаткових (Capitonidae).

## Поширення
Вид поширений в Південній Америці. Трапляється в Колумбії, на сході Еквадору, півночі Перу та заході Бразилії. Живе в тропічному дощовому лісі та нижньому монтанному лісі, від рівня моря до 1375 м.

## Опис
Птах завдовжки до 15,5 см, вагою 24-34 г. Самець має червону корону, блакитну потилицю, зелену верхню частину тіла, помаранчево-червону грудку та лимонне горло. Самка менш яскрава, із сіро-зеленою короною та потилицею, білим горлом та помаранчево-золотистими грудьми. Самець підвиду E. r. nigriceps має чорне лице і маківку.

## Спосіб життя
Мешкає у підліску. Живиться фруктами та комахами.